# Глинков, Родион
Родион Глинков (1726 — 5 декабря 1789) — русский механик.

## Биография
В 1760 году в городе Серпейске Калужской губернии на своей прядильной фабрике Глинков впервые построил гребнечесальную и многоверетенную прядильную машину для льна. Машины приводились в действие водяным колесом.
Прядильная фабрика, по описанию современников, была высоко технически оборудованным предприятием. Операции прядения выполнялись в особом двухэтажном здании длинной 27,7 метров.
Гребнечесальная машина Глинкова, обслуживаемая двумя рабочими, заменяла труд 30 человек.
В этой машине впервые были осуществлены подвижной тисочный зажим, переменная скорость прочесывания волокон, обеспыливание процесса гребнечесания.
Многоверетенная прядильная машина имела 30 веретен с катушками, вращающимися с большой для того времени скоростью (1260 об/мин.). В ней была применена механическая перемотка, то есть использован принцип непрерывного прядения.
Многоверетенная прядильня и чесальня приводились в движение гидравлическим двигателем — водяным колесом диаметром 4,2 метра и шириной лопаток в один метр. Вращался гидравлический двигатель со скоростью 6 об/мин. От главного деревянного вала движение передавалось через систему цевочных шестерен шкивам прядильни, мотовильни и гребнечесальной машины.
На фабрике выпускалась пряжа трех сортов: парусинная основная, парусинная уточная и льняная. В 1761 году было произведено 142 пуда пряжи, в 1762 году — 182 пуда, а в 1763 году — 397.
Машина повышала производительность труда в пять раз. К 1771 году Глинков значительно усовершенствовал свои машины и представил Вольному экономическому обществу действующие модели этих машин («Труды Вольного Экономического общества», 1771, ч. 18). В этом же году Общество присудило ему серебряную медаль.